# Canon (música)

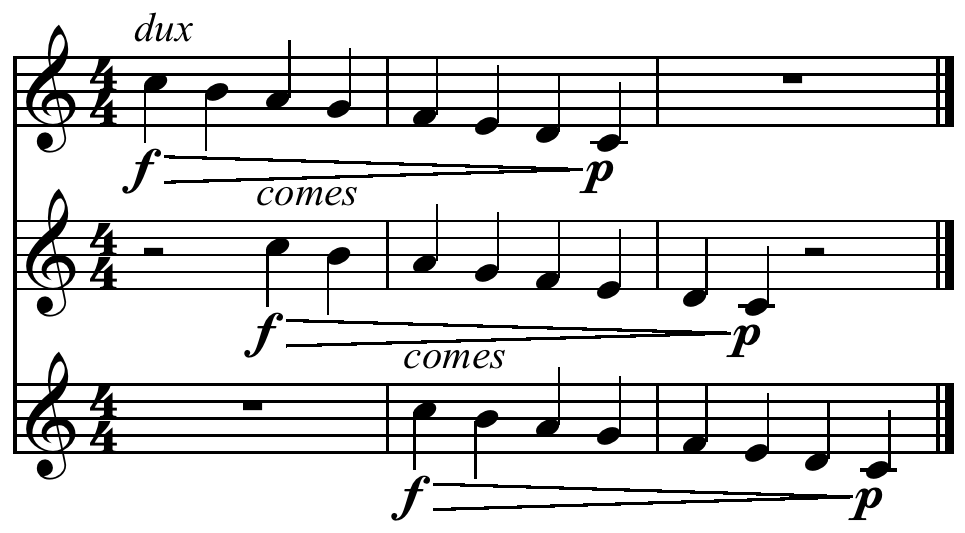
Ejemplo de canon a tres voces al unísono, a dos pulsos de distancia.

El canon es una pieza o sección de una composición musical de carácter , se suele  usar instrumentos de cuerda contrapuntístico basada en la imitación entre dos o más voces separadas por un intervalo temporal. Una parte vocal o instrumental interpreta una melodía y unos compases más tarde una segunda voz repite esa misma melodía de manera exacta o bien modificando su tonalidad u otros aspectos. En este proceso pueden participar más voces. A la primera voz se la llama dux, propuesta o antecedente, y a cada una de las voces que le siguen comes, respuesta o consecuente.
El canon aportó un gran beneficio al estudio del contrapunto, y, en consecuencia, al desarrollo de las distintas formas musicales.

## Historia

### Medieval y Renacentista
Durante la Medieval, la Renacimiento y la Barroco-es decir, hasta principios del siglo XVIII- cualquier tipo de contrapunto musical imitativo se denominaba fugas, calificándose la imitación estricta ahora conocida como canon como fuga ligata, que significa fuga encadenada.  Sólo en el siglo XVI comenzó a utilizarse la palabra "canon" para describir la textura estricta e imitativa creada por tal procedimiento. La palabra deriva del griego "κανών", latinizado como canon, que significa "ley" o "norma". En el uso contrapuntístico, la palabra se refiere a la "regla" que explica el número de partes, lugares de entrada, transposición, etc., según la cual una o más partes adicionales pueden derivarse de una única línea melódica escrita. Esta regla solía darse verbalmente, pero también podía complementarse con signos especiales en la partitura, a veces llamados canoni. Los primeros cánones no religiosos conocidos son las rondas inglesas, una forma a la que Walter Odington dio por primera vez el nombre de rondellus a principios del siglo XIV; la más conocida es "Sumer is icumen in" (compuesta hacia 1250), llamada rota ("rueda") en la fuente manuscrita. El término "redondo" no empezó a utilizarse en las fuentes inglesas hasta el siglo XVI.
Los cánones aparecen en la música del Trecento italiano y en el ars nova francés del siglo XIV. Un ejemplo italiano es "Tosto che l'alba" de Gherardello da Firenze. Tanto en Francia como en Italia, los cánones aparecían a menudo en las canciones de caza. La palabra italiana medieval y moderna para caza es "caccia", mientras que la palabra francesa medieval se escribe "chace" (ortografía moderna: "chasse"). Una chace francesa muy conocida es la anónima "Se je chant mains". Richard Taruskin describe "Se je chant mains" como una evocación del ambiente de una cacería de halcones: "La sección central es un verdadero tour de force, pero de un tipo totalmente nuevo y fuera de lo común: un alboroto de hockets con 'palabras' que mezclan el francés, el lenguaje de los pájaros y el de los sabuesos en una mezcla onomatopéyica". Guillaume de Machaut también utilizó la forma "chace" a tres voces en movimientos de su obra maestra Le Lai de la Fontaine (1361). Refiriéndose a la composición de la cuarta estrofa de esta obra, Taruskin dice que "un chace bien elaborado puede ser mucho más que la suma de sus partes; y este chace en particular es posiblemente la mayor hazaña de subtilitas de Machaut" .
Un ejemplo de canon de finales del siglo XIV que presentaba parte de la complejidad rítmica de la escuela de compositores del ars subtilior de finales del siglo XIV es La harpe de melodie de Jacob de Senleches. Según Richard Hoppin, "Este virelai tiene dos voces canónicas sobre un tenor libre y sin texto."

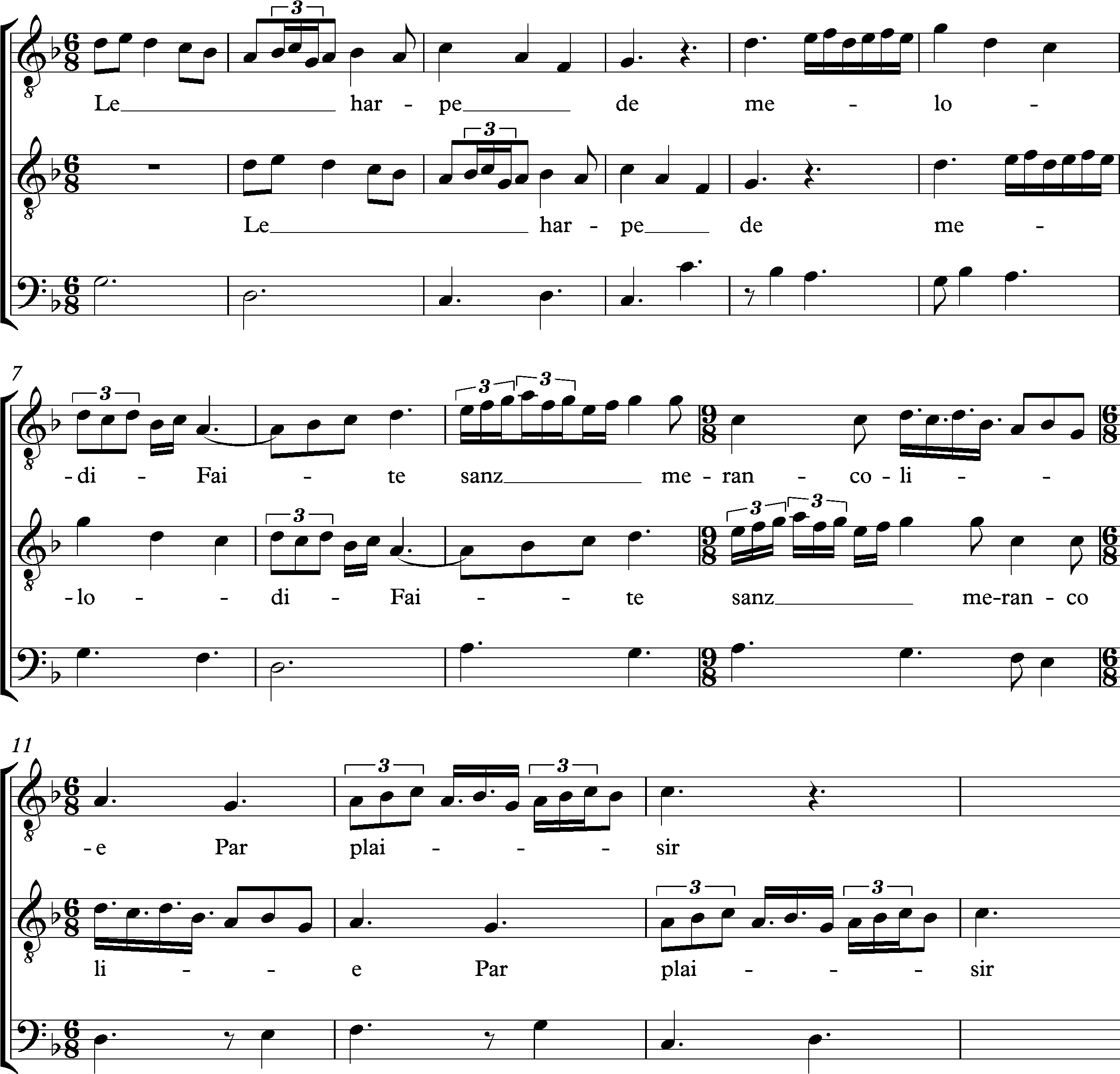
Jacob de Senleches, "La harpe de melodie"

En muchas piezas en tres partes contrapuntísticas, sólo dos de las voces están en canon, mientras que la voz restante es una línea melódica libre. En la canción de Dufay "Resvelons nous, amoureux", las dos voces inferiores están en canon, pero la parte superior es lo que David Fallows describe como una "línea superior florida":

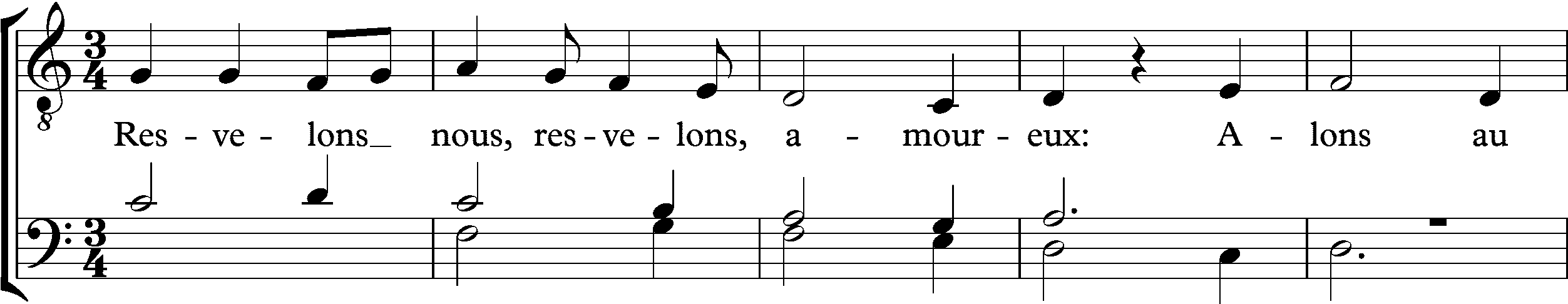
Dufay, "Resvelons nous amoureux"

En el siglo XVII, y posteriormente con la obra de Bach, el canon desarrolla todo su poder creativo. Durante el período sinfónico y en el romanticismo, el canon pasa a segundo plano. A principios del siglo XX, con el neoclasicismo y el serialismo, recobra importancia.

## Tipos
La enorme variedad de combinaciones posibles en la imitación de las voces en el canon ha dado lugar a un gran número de formas distintas:

### Según el intervalo de voces

#### Canon al unísono
Es el tipo de canon que se emplea con más frecuencia tanto en la música vocal como la instrumental. Consiste en colocar las voces imitadoras en unísono o un número de octavas por encima o por debajo de la voz principal, manteniéndose este intervalo hasta el final.

#### Cánones en otros intervalos
De manera análoga, la voz consecuente puede ser situada a cualquiera de los intervalos restantes —a la segunda superior e inferior, a la tercera superior e inferior, etc.

### Otros

#### Canon circular, infinito operpetuus
La repetición de las voces es estrictamente autosemejante, generalmente dejando un intervalo de tiempo entre el comienzo de cada parte (el tema y sus consecuentes). En ocasiones puede comenzar con un contratema en contrapunto al tema canónico principal. Al término de cada parte éstas pueden comenzar de nuevo escalonadamente remontándose en su totalidad las veces que los intérpretes decidan. En la antigüedad solía escribirse sobre un pentagrama circular.

#### Canon en espiral
Un canon en espiral sería una variante en la que en cada vuelta o bucle el consecuente ha modulado con respecto al tema a una tonalidad diferente de la de partida (por ejemplo, un tono por encima) por lo que una ejecución completa de este tipo de canon se consideraría con el número de vueltas necesario hasta que la voz principal vuelve a alcanzar la tonalidad de partida (de ahí su nombre). Debido a la gran dificultad de contraponer una voz repetida en una tonalidad distinta (ya que antes del término de la voz principal, ya modulada, el consecuente aún sigue en la tonalidad de partida) son pocos los ejemplos de este tipo de canon, siendo el más famoso el Canon per tonos de Johann Sebastian Bach, presente en su Ofrenda musical, BWV 1079.

#### Canon de movimiento contrario, al inverso (per motum contrarium)

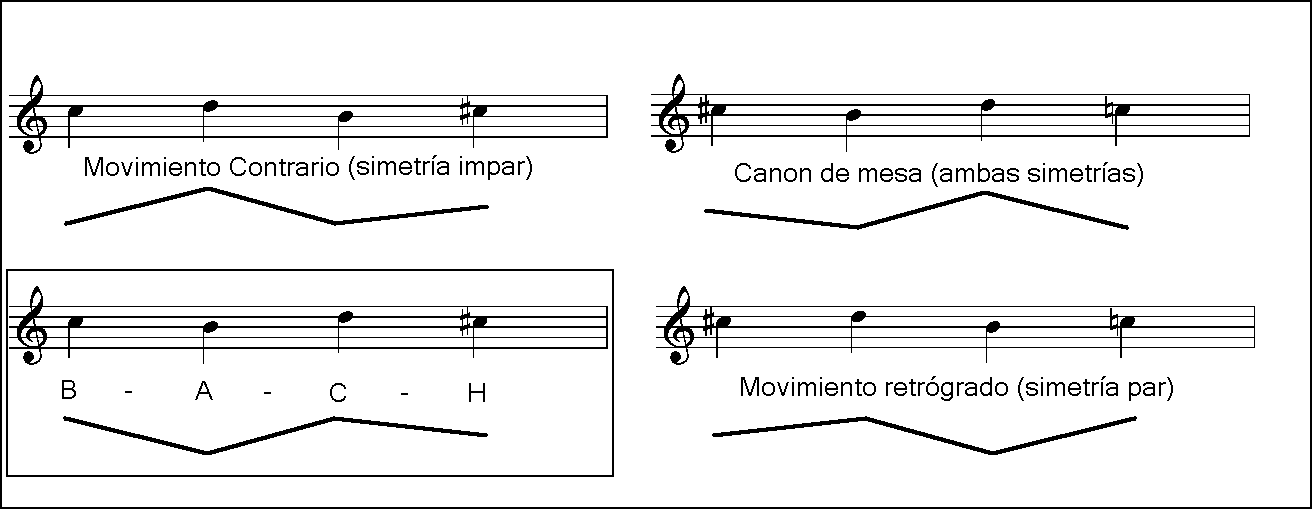
Esquema con las tres simetrías del canon por movimiento contrario, canon retrógrado y canon de mesa usando el tema B-A-C-H

La repetición del tema canónico o consecuente interpreta la melodía en sentido contrario interválicamente, manteniendo generalmente el tipo de intervalo diatónicamente, pero por tanto no necesariamente su especie. El consecuente se considera una imagen especular interválica o simetría impar del tema canónico, ya que bastaría con reflejar la partitura paralelamente en un espejo para obtenerlo.
El canon histórico llamado El buen rey Wenceslao presenta este tipo de repetición.

#### Canon retrógrado o cancrizante (Canon cancricans)
La repetición del tema canónico o consecuente es interpretada de atrás hacia delante. Toma el nombre cancrizante del movimiento retrógrado típico del cangrejo, en latín cancer. El tema canónico y su consecuente presentan una imagen especular temporal o simetría par, pudiéndose obtener reflejando la partitura perpendicularmente en un espejo.

#### Canon de mesa
La relación entre el tema canónico y su consecuente es que éste ha sufrido una reflexión especular interválica y temporal, por lo que es una mezcla de los dos tipos anteriores de canon, conteniendo ambos tipos de simetría. No suele presentar desfase temporal entre el antecedente y el consecuente, comenzando ambos a la vez. A veces a este tipo de canon también se lo nombra al espejo ya que un canon de esta naturaleza atribuido a Wolfgang Amadeus Mozart recibe el nombre Der Spiegel (El Espejo en alemán) lo que puede prestar a confusión con los tipos anteriores de canon. Desde un punto de vista estricto, al reflejar la partitura paralelamente en un espejo la lectura del ejecutante seguiría yendo de izquierda a derecha y sólo presentaría el tipo de simetría interválica (canon inverso) y análogamente de forma perpendicular se obtendría la inversión temporal del tema (canon retrógrado), por lo que el consecuente del canon de mesa no podría considerarse una imagen especular del tema canónico de ningún tipo; sería necesario un giro de 180 grados del tema canónico para poder obtenerlo.
El nombre de canon de mesa se debe a que con una sola partitura con el tema canónico dispuesta en una mesa con dos ejecutantes enfrentados sería suficiente para la lectura de ambos músicos, tanto para la voz canónica como para el consecuente.

#### Canon poraumentación(per augmentationem)
La repetición del tema canónico o consecuente aumenta temporalmente una constante. Por ejemplo, en un tema a tiempos notado como es habitual a negras, el consecuente respondería la misma melodía a blancas, yendo temporalmente dos veces más lento.

#### Canon pordisminución(per diminutionem)
La repetición del tema canónico o consecuente disminuye temporalmente una constante. Por ejemplo, en un tema a tiempos notado como es habitual a negras, el consecuente respondería la misma melodía a corcheas, yendo temporalmente dos veces más rápido.

#### Doble canon
Consiste en una combinación de dos voces canónicas y sus consecuentes en una pieza compuesta al menos para cuatro voces.

#### Canon enigmático
Se designa así a cualquier tipo de canon en el que el autor no ha dejado expresamente escrito el tema canónico y sus consecuentes, si no sólo el tema principal, y ha de ser el intérprete el que previamente debe buscar en qué forma ha de repetirse el tema para que encaje, decidiendo el desfase temporal entre las partes, el intervalo, y en ocasiones el tipo (de los anteriormente mencionados).

## Ofrenda musical
La obra Ofrenda musical, BWV 1079 de Johann Sebastian Bach es uno de los exponentes de la creación de casi todos los tipos de cánones conocidos. Por ejemplo, además de las fugas (llamadas en esta obra Ricercare, del italiano) a tres y seis voces contaría con un canon de los siguientes:
- Tres naturales, uno a la octava, otro a un intervalo de quinta (epidiapente) y un tercero al unísono, usando el Tema Regio en contraposición a voz canónica y su consecuente.
- Cancrizante, basado en el Tema Regio.
- Circular (por tonos), con el Tema Regio en contraposición a voz canónica y su consecuente.
- Por movimiento contrario, con el Tema Regio en contraposición a voz canónica y su consecuente.
- Por movimiento contrario, en contraposición a voz canónica y su consecuente.
- Por aumentación y en movimiento contrario, en contraposición a voz canónica y su consecuente.
- Un canon enigmático, cuya resolución puede establecerse de varias formas todas ellas coherentes.

Además dicha obra cuenta con una sonata para violín, flauta y bajo continuo que, aunque no sea en repetición canónica estricta, contiene multitud de repeticiones canónicas entre los instrumentos solistas. Es un hecho remarcable que el tema principal de cada movimiento en esta sonata es una variación del Tema Regio, contrapuesto a temas secundarios siguiendo la forma sonata barroca.

## Gödel, Escher, Bach: un Eterno y Grácil Bucle
En el libro de Douglas Hofstadter Gödel, Escher, Bach: un Eterno y Grácil Bucle es recurrente el paralelismo que hace el autor entre el concepto de bucle extraño entre un sistema formal y la autorreferencia en sus niveles de metalenguaje y los bucles de un canon con sus repeticiones, así como la autosimilitud que se da en un fractal.